# Mecanismo da Função Produção
O Mecanismo da Função Produção, também conhecido pela sigla MFP, foi um método proposto por Shigeo Shingo como parte do Sistema Toyota de Produção e sua constante busca pela minimização de custos.
No livro "A study of the Toyota Production System from an industrial engineering viewpoint", de 1989, Shigeo Shingo ensinou que em todo sistema produtivo há uma rede constituída por processos produtivos (tudo que se relaciona à transformação das matérias-primas em produtos acabados) e operações produtivas, que são constituídas pelos seguintes elementos:
1- objetos da produção – produtos acabados ou semi-acabados; 
2- agentes da produção – pessoas encarregadas de fabricar os produtos, bem como máquinas, ferramentas e demais equipamentos que as auxiliem;
3- métodos – meios pelos quais ações são realizadas; 
4- espaço – onde ações são tomadas e locais de onde e para onde os materiais são transportados; e
5- tempo – cronometragem do trabalho ou quanto tempo duram as ações.
Shingo (1989) situava as operações e processos em eixos ortogonais, que ele denominou de “mecanismo”. Com isso, ele acreditava que melhorias no processo produtivo requeriam uma investigação holística das operações produtivas e os inter-relacionamentos de seus elementos.